# Роже, Коло
Коло Кристофер Лорен Роже (фр. Kolo Christopher Laurent Roger; род. 3 сентября 1943) — премьер-министр Мадагаскара с 11 апреля 2014 года по 17 января 2015 года.

## Биография

### Пост премьер-министра
11 апреля 2014 года был назначен на пост премьер-министра Мадагаскара. Об этом сообщил генеральный секретарь администрации президента Ралала Роже. По его словам, новый премьер в первую очередь намерен принять меры, способствующие завершению политического кризиса. Кандидатура Роже была поддержана 93 членами парламента. Сам Коло не присутствовал на официальной церемонии, на которой президент Мадагаскара Эри Радзаунаримампианина сказал, что:
Я надеюсь, что депутаты, поддерживающие экс-президента высшей переходной администрации Мадагаскара Анри Радзуэлина, поддержат нового премьер-министра, несмотря на то, что не проголосовали за его назначение.
Позже было сформировано новое правительство, состоящее из 30 министров. Коло Роже, говоря, что 90 % населения острова живет всего на $2 в день, заявил, что «Мадагаскар должен перейти от экспорта природных ресурсов к экспорту продукции с добавленной стоимостью».
12 января 2015 года Коло Роже подал в отставку и 14 января на пост премьер-министра был назначен Жан Равелонариву, вступивший в должность 17 января